# アニル・ポティ
アニル・ポティ（Anil Potti、1972年5月10日 - ）は、インドで生まれ育った、アメリカ合衆国・デューク大学・準教授の医学研究者・医師（男性）で、癌の診断にオンコジェノミックス（en:oncogenomics）を応用していた。2010年、論文データの改竄が発覚し解雇された。ポティの11.5論文が撤回された。

## 経歴
- 1995年、23歳、インドのヴェールールにあるクリスチャン医科大学（en:Christian Medical College & Hospital）を卒業した[4]。
- 1999年、27歳：米国・ノースダコタ大学医学部内科学での研修医を終了した[4] 。
- 2006年、34歳：デューク大学の教員に採用された。
- 2010年、38歳：不正研究が発覚した。
- 2010年、38歳：デューク大学を解雇された。

## 研究関連事件
2007年以降、ポティは、遺伝子の活動パターン（マイクロアレイ法）からヒト肺がん患者の進行状態を予測できる論文をいくつか発表した。発見は画期的で、その発見に基づいて米国では臨床試験が行われていた。
しかし、他の研究者はポティの論文結果を追試できなかった。研究者は論文を出版した『ランセット』編集部にデータ捏造・改竄ではないかと訴えた。『ランセット』は検証を始め、2010年、論文データが改ざんされていたと発表した。